# Савчин Марія Петрівна
Марія Савчин (у другому шлюбі — Пискір, псевдо «Марічка»; 1 жовтня 1925, с. Задвір'я — 22 квітня 2013, м. Воватоса, штат Вісконсин, США) — діячка ОУН, лицарка Бронзового Хреста Заслуги УПА.

## Життєпис
Народилася 1 жовтня 1925 в с. Задвір'я (за польським адмінподілом, Перемишлянський повіт, Тарнопольське воєводство, Польська республіка). Брат Іван став письменником.

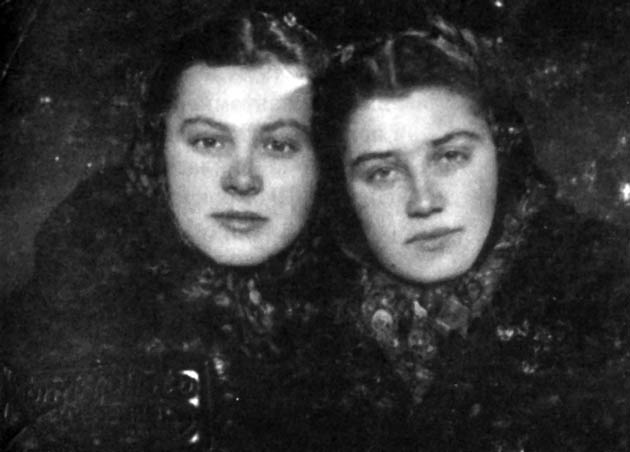
Марія Савчин — «Марічка» (ліворуч) і Наталка Козакевич — «Сіра», 1943

1940-і рр. — провідниця підпільного юнацтва ОУН у Львові, надрайонова Українського Червоного Хреста Перемишлянщини, зв'язкова референтури Служби Безпеки у Крайовому Проводі ОУН.
У травні 1945 одружилася з полковником УПА Василем Галасою. 15 грудня 1946 в місті Ґнєзно (Польща) народила сина, якого охрестила й назвала Зеноном.
12 травня 1947 була затримана в Кракові співробітниками МГБ. Усвідомлюючи, що сина від неї й так відберуть, шантажуватимуть ним під час тортур, щоб вона видала місце перебування чоловіка, Марія втекла, вистрибнувши через вікно. Втеча вдалася, але сина віднайти не вдалося. За чутками, його всиновив начальник місцевої служби безпеки Польщі.
Відтак перебувала в підпіллі в Карпатах, на Волині та Поліссі.
18 жовтня 1948 народила другого сина. Переховувалася з ним у рідному селі чоловіка Олесин у його сестри Поліни, пізніше у селі Геленки Козівського району.
19 січня 1949 приїхала на зустріч з сестрою до Львова, де її підступно схопили співробітники МГБ. Серед її речей був лист від чоловіка, у якому він повідомляв, крім іншого, про приблизне місце перебування. Погрожуючи повним знищенням рідні, Марію Савчин відправили до чоловіка з вимогою переконати його до співпраці з органами МДБ. У важкому душевному стані вона найперше кинулася рятувати тримісячного сина, якого таємно погодилася прийняти двоюрідна сестра чоловіка Анастасія Мартиновська, яка з чоловіком та сином мешкала в Олесині. Після цього Савчин розшукала чоловіка в криївці на Волині й розповіла про арешт та умову звільнення.
1952 — Василь Кук-«Леміш» передав під керівництво Галаси ще Вінницьку та Кам'янець-Подільську області. Кільце продовжувало невпинно звужуватися навколо Галаси, Савчин та їхніх побратимів.
У квітні 1953 створилася критична ситуація: зв'язки обірвалися, у найближчому оточенні залишилося кілька підпільників. Це спонукало Галасу до переходу на східні терени України. Під час переходу, який організовував окружний провідник Кам'янець-Подільської області «Скоб» (як виявилося, агент МГБ), 11 липня Галасу та Савчин схопила провокативна група МГБ.
Їх перевезли у Київську в'язницю на вулиці Володимирській. Керівництво МГБ у Києві запропонувало вислати кур'єра від його імені у США для встановлення контакту із Закордонним Представництвом УГВР. Галаса не погоджувався на невідомого йому зв'язкового, погодившись врешті лише на кандидатуру Савчин, якій незаперечно довіряв. Заручниками в Україні залишалися їхні родичі, син і він сам. За таємною домовленістю з чоловіком Савчин мала розкрити плани МГБ і не повертатися в СРСР. Перед від'їздом у 1954 Савчин до США їм дали змогу з вікна автомобіля побачити 6-річного сина Петруся, якого виховувала кузина чоловіка Анастасія Сута (після смерті чоловіка вона вдруге одружилася і переїхала до чоловіка в с. Великі Гаї біля Тернополя).
У 1960-х рр. звільнений Василь Галаса одружився вдруге й забрав сина Петра до себе.
Марія Савчин виконала свою місію і розкрила світові провокаційні плани МГБ, скеровані на знищення українських визвольних осередків за кордоном.
Емігрувала у 1955 році в США. Мешкала у м. Воватоса, Вісконсин. Одружилася з Володимиром Пискіром, народила дітей Богдана та Ларису.
Брала активну участь в діяльності громадських організацій діаспори. Була головою відділу Союзу Українок Америки. У жовтні 2002 була делегаткою VIII Конґресу Світової федерації українських жіночих Організацій у Торонто.
22 квітня 2013 року померла у місті Воватосі (штат Вісконсин).